# Alceo Massarucci
Alceo Massarucci (Terni, 3 novembre 1832 – Roma, 19 gennaio 1923) è stato un politico italiano.

## Origine della Famiglia
La famiglia è presente a Terni solo dall'inizio del Settecento, proveniente, sembra, dal vicino castello medioevale di Macerino dove un palazzo Massarucci è presente dal Cinquecento.  La stessa famiglia ottenne il titolo di nobile di Terni soltanto nel 1812 grazie all'ascrizione al primo ceto nobile dell'avo anch'egli di nome Alceo, mentre il titolo di conte è di origine incerta e come tale non fu riconosciuto dalla Consulta Araldica del Regno d'Italia. All'inizio dell'Ottocento la famiglia Massarucci possedeva Palazzo Spada, la più significativa ed importante residenza aristocratica in città.

## Biografia
Nonostante la sua formazione aristocratica e papalina, Massarucci fece parte della Massoneria, membro col grado di Maestro nel 1862 della Loggia "Tacito" di Terni, appartenente al Grande Oriente d'Italia. Il conte Alceo Massarucci di Terni fu a partire dal 1870 Deputato alla Camera nelle file della Sinistra e successivamente senatore del Regno d'Italia nella XVIII legislatura.Alceo Massarucci era figlio del conte Giuseppe (a suo volta figlio di Alceo), gonfaloniere della città di Terni dal 1846 al 1849.
Dopo la laurea in giurisprudenza, esercitò la professione di avvocato tra Terni e Roma. Fu inoltre prosindaco di Terni (29 dicembre 1886-20 luglio 1888), successivamente gli riuscì di essere eletto Sindaco della stessa città. Ricoprì questa carica dal 29 agosto 1892 al 24 agosto 1894. Nel 1892 Umberto I lo nominò Senatore del Regno. Giunto al Senato non si iscrisse in nessun gruppo politico. Precedentemente fu consigliere comunale (1873), Assessore comunale di Terni (1874-1878) (1886). Tra le cariche ricoperte si ricorda quella di Primo comandante della Guardia nazionale di Terni (1861). Fu inoltre il Fondatore del giornale "L'Avvenire d'Italia" (1878-1879). Il conte Massarucci si caratterizzò inizialmente per le sue posizioni democratiche di sinistra e fortemente anticlericali, ma col tempo si spostò su posizioni monarchico liberali.